# Antonieta de Lorena

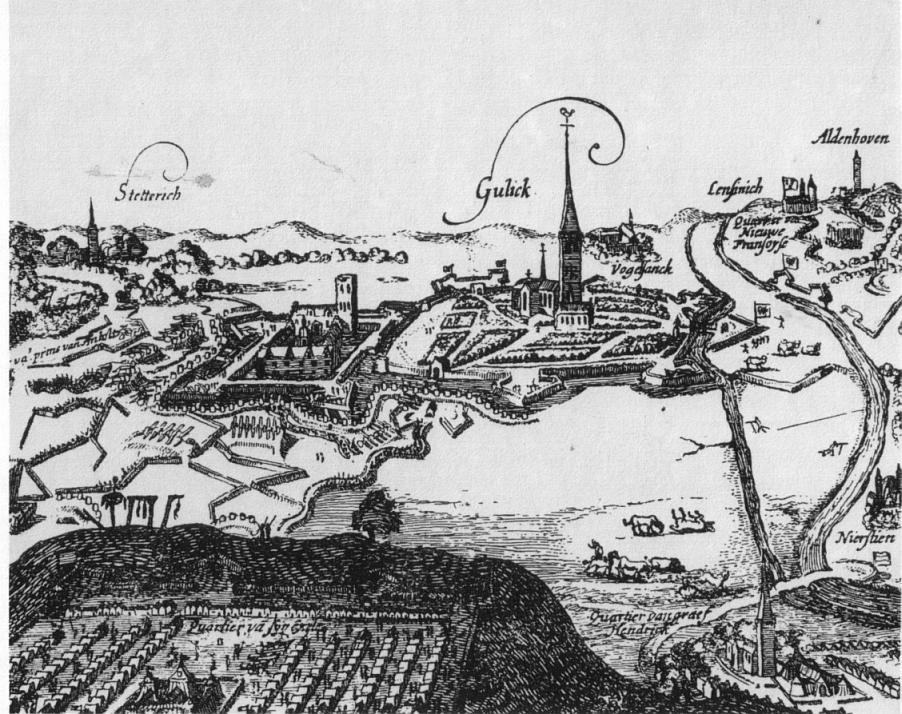
O cerco de Julich (1610) coloca fim às esperanças de Antonieta como regente.

Antonieta de Lorena (em francês:  Antoinette de Lorraine, em alemão:  Antonie von Lothrigen; 26 de agosto de 1568 - 23 de agosto de 1610), também chamada de Antónia de Lorena, era a filha mais nova do duque Carlos III da Lorena e de Cláudia de Valois.
Pelo seu casamento torna-se duquesa de Julich, Cleves e Berg. Mas ao ficar viúva, e apesar do apoio do imperador Rodolfo II no início da Guerra de sucessão de Jülich, ela cedeu a regência dos Ducados de Jülich-Cleves-Berg.

## Biografia
Antonieta casa, em 20 de junho de 1599, com João Guilherme, duque de Jülich-Cleves-Berg, que ficara viúvo de Jacqueline de Bade (1558-1597) que fora assassinada. Esta nova união dinástica aproxima a corte de Julich das grandes casas principescas católicas reforçando  o governo dos principados renanos do norte.
Ao contrário do pai, o duque Guilherme de Jülich-Cleves-Berg (que chefiava a União Protestante), João Guilherme era um fervoroso católico e, por isso, o casamento com Antonieta consolidava a aliança com a ultra-católica Casa de Lorena.   
A divisão sobre a herança dos príncipes de Bade, que já opunha Jacqueline às Câmaras altas, ameaçava ser retomada uma vez que João Guilherme era de espírito fraco e estéril. Antonieta retoma a luta com mais força que a sua antecessora: primeiro obtém uma ordem imperial fazendo dela co-regente do seu marido e, depois, ela reconcilia-se com as Câmaras altas ao associá-las à sua política; por fim, ela alcança o governo de Julich ao demitir o mais perigoso dos outros regentes, o marechal Schenkern, que ela afasta da corte, demitindo dos seus lugares na Câmara os principais partidários deste último.
Nas suas negociações pela repartição do poder, certamente que marginalizou os interesses dos diferentes herdeiros de Jülich-Cleves-Berg alinhando, de forma cada vez mais forte, com as políticas do Imperador.
Com a morte do marido, o duque João Guilherme, Antonieta retira-se pacificamente do poder e morre no ano seguinte.